# Катастрофа L-1011 в Далласе
Катастрофа L-1011 в Далласе — крупная авиационная катастрофа, произошедшая в пятницу 2 августа 1985 года. Авиалайнер Lockheed L-1011-385-1 TriStar 1 авиакомпании Delta Air Lines совершал внутренний рейс DL191 по маршруту Форт-Лодердейл—Даллас—Лос-Анджелес, но при заходе на посадку в аэропорту Далласа попал в сильный микропорыв и врезался в водонапорную башню. Из находившихся на его борту 163 человек (152 пассажира и 11 членов экипажа) выжили 29, также погиб 1 человек на земле и ещё 1 получил ранения.

## Самолёт
Lockheed L-1011-385-1 TriStar 1 (регистрационный номер N726DA, серийный 1163) был выпущен компанией «Lockheed Corporation» в 1979 году (первый полёт совершил 18 февраля). 28 февраля того же года был передан авиакомпании Delta Air Lines. Оснащён тремя двухконтурными турбовентиляторными двигателями Rolls-Royce RB211-22B. На день катастрофы 6-летний авиалайнер совершил 11 186 циклов «взлёт-посадка» и налетал 20 555 часов.

## Экипаж и пассажиры
Самолётом управлял опытный экипаж, состав которого был таким:
- Командир воздушного судна (КВС) — 57-летний Эдвард Н. Коннорс (англ. Edward N. Connors). Пилот-ветеран, проработал в авиакомпании Delta Air Lines 31 год и 1 месяц (c 14 июня 1954 года). Управлял самолётами Douglas DC-3, DC-6, DC-7 и DC-8, Fairchild F-27, Vickers Viscount VC 700 и VC 800 и Boeing 727. В должности командира Lockheed L-1011 TriStar — с 26 октября 1979 года. Налетал свыше 29 300 часов, свыше 3000 из них на L-1011.
- Второй пилот — 42-летний Рудольф П. Прайс-младший (англ. Rudolph P. Price, Jr.). Опытный пилот, проработал в авиакомпании Delta Air Lines 15 лет и 5 месяцев (с 13 февраля 1970 года). В должности второго пилота Lockheed L-1011 TriStar — с 14 марта 1984 года. Налетал свыше 6500 часов, свыше 1200 из них на L-1011.
- Бортинженер — 43-летний Николас Н. Нассик (англ. Nicholas N. Nassick). Проработал в авиакомпании Delta Air Lines 8 лет и 9 месяцев (с 19 октября 1976 года). В должности бортинженера Lockheed L-1011 TriStar — с 7 апреля 1980 года. Налетал свыше 6500 часов, свыше 4500 из них на L-1011.

В салоне самолёта работали 8 стюардесс:
- Дженни Аматулли (англ. Jenny Amatulli), 35 лет — старшая стюардесса. В Delta Air Lines с 30 января 1970 года.
- Фрида Артц (англ. Frieda Artz), 31 год. В Delta Air Lines с 20 ноября 1972 года.
- Джоан Модзелевски (англ. Joan Modzelewski), 33 года. В Delta Air Lines с 17 сентября 1973 года.
- Вирджиния Ли (англ. Virginia Lee), 31 год. В Delta Air Lines с 3 июля 1978 года.
- Дайэн Джонсон (англ. Diane Johnson), 29 лет. В Delta Air Lines с 3 июля 1978 года.
- Фрэнсис Элфорд (англ. Frances Alford), 30 лет. В Delta Air Lines с 31 января 1977 года.
- Уэнди Робинсон (англ. Wendy Robinson), 23 года. В Delta Air Lines с 3 января 1985 года.
- Викки Чейвис (англ. Vickie Chavis), 29 лет. В Delta Air Lines с 4 июля 1979 года.

Среди пассажиров на борту самолёта находились Филипп Эстридж, ведущий разработчик оригинального IBM Personal Computer (PC), и его жена Мэри Энн (англ. Mary Ann Estridge).

## Хронология событий
Рейс DL191 вылетел из Форт-Лодердейла в 15:10. Диспетчеры аэропорта Далласа сообщили экипажу рейса 191 о возможности широко рассеянных ливневых дождей и гроз, которые станут изолированными после 20:00.
Полёт проходил нормально до прохождения Нового Орлеана (Луизиана). Линия погоды вдоль побережья Мексиканского залива резко усилилась и экипаж решил изменить маршрут полёта до Голубого хребта, чтобы не попасть в грозу. В 17:35 пилоты рейса 191 получили сообщение от ATIS: Информация о подходе в ДФУ Ромео, два один четыре семь по Гринвичу, погода ВНГО шесть тысяч рассеянная, второй ярус НГО два одна тысяча рассеянная, видимость один ноль, температура один ноль один, точка росы шесть семь, тихо, высотомер, два-девять-девять-два, взлётно-посадочная полоса 18 правая, 17 левая, визуальный заход, подтвердите диспетчеру подхода, что вы прослушали информацию Ромео (англ. Listen DFW arrival information romeo, two one four seven Greenwich, weather six thousand scattered, two one thousand scattered, visibility one zero, temperature one zero one, dew point six seven, wind calm, altimeter two niner niner two, runway 18 right 17 left, visual approaches in progress, advise approach control that you have Romeo).
Вышка аэропорта Далласа (ARTCC) увидела рейс 191 на радаре и начала его снижение. В 17:43:45 рейс 191 снизился до 3000 метров и лёг на курс 250° к Голубому хребту. В 17:46 вышка аэропорта Далласа разрешила рейсу 191 продолжить полёт к Голубому хребту и дальнейшее снижение до 2740 метров, экипаж подтвердил получение разрешения на снижение до 2740 метров. В 17:48 КВС сказал второму пилоту: Вы в хорошем состоянии. Я рад, что мы не должны были проходить тот беспорядок. Я был уверен, что он собирался послать нас через него. Через 3 минуты бортинженер сообщил командиру: Похоже, в Форт-Уэрте идёт дождь.
В 17:51 ARTCC приказал рейсу 191 связаться с диспетчером подхода. В 17:56:28 диспетчер подхода передал частично сообщение с рейса 191. В 17:59 второй пилот сказал: Наш самолёт будет помыт, а командир доложил авиадиспетчеру, что они на высоте 1500 метров. В 18:00 диспетчер подхода связался с другим летящим в тот же аэропорт рейсом (AA 351 авиакомпании American Airlines) и спросил, наблюдают ли они визуально взлётную полосу (рейс 351 был четвёртым  в очереди на посадку на ВПП №17L перед рейсом DL191); рейс 351 ответил: Как только мы вырвемся из этого ливня, сообщим. Диспетчер разрешил посадку рейсу 191 на ВПП №17L.
В 18:00 диспетчер подхода попросил рейс 191 уменьшить скорость полёта до 314 км/ч и лечь на курс 270°, пилоты ответили: Подтверждаю. В 18:02 диспетчер подхода сообщил рейсу 191, чтобы они повернули на курс 180° и доложил, что ВПП №17L свободна. В 18:03:03 авиадиспетчер сообщил рейсу 191: Дельта один девять один тяжёлый, уменьшите вашу скорость до один шесть ноль, пожалуйста, на что КВС ответил: Мы рады. В 18:03:30 КВС сообщил авиадиспетчеру: У нас переменные ветры там из-за ливня… там северный конец DFW.
В 18:03:58 КВС сообщил вышке аэропорта Далласа: Вышка, Дельта один девять один тяжёлый, мы здесь под дождём, чувствуем себя хорошо, вышка разрешила посадку на ВПП. В 18:04:07 второй пилот объявил о предпосадочной проверке. В 18:04:18 второй пилот сказал: Молния вышла из этой. КВС спросил: Что?. Второй пилот повторил: Молния вышла из этой и затем добавил: Прямо перед нами. В 18:04:23 рейс 191 продолжил снижение, при этом раскачиваясь из стороны в сторону от порывов ветра.
В 18:05:44 авиалайнер попал в сильный микропорыв и резко снизился до такой опасной высоты, что колёса стоек шасси едва касались земли. В кабине пилотов зазвучал сигнал GPWS «WHOOP! WHOOP! PULL UP!». Самолёт пытался взлететь, но пилоты не смогли поднять его в воздух. Едва касаясь земли, рейс DL191 пронёсся через автомагистраль Texas State Highway 114, разбив автомобиль «Toyota Celica» 1971 г.в., и в 18:05:58 врезался в водонапорную башню в 2 километрах от аэропорта Даллас/Форт-Уэрт. Носовая часть самолёта от удара полностью разрушилась, а хвостовую часть вместе с крыльями оторвало и отбросило в сторону.
В катастрофе погибли 135 человек — 8 членов экипажа (все 3 пилота и 5 стюардесс) и 126 пассажиров в самолёте и 1 человек на земле (водитель «Toyota Celica» Уильям Мэйберри (англ. William Mayberry)); выжили 29 человек — 3 члена экипажа (стюардессы Аматулли, Чейвис и Робинсон) и 26 пассажиров, при этом только 1 из них не получил ранений. Также был ранен ещё 1 человек на земле.

## Расшифровка переговоров
Сокращения:
- КВС: Командир воздушного судна — Эдвард Н. Коннорс
- 2П: Второй пилот — Рудольф П. Прайс-младший
- БИ: Бортинженер — Николас Н. Нассик
- ДИ: Диспетчер
- Э: Кто-то из экипажа
- XXX: Другие самолёты
- Внешняя связь: Переговоры с диспетчером
- (нрзб) — неразборчиво

| Время      |                                                                                      | Оригинал | Перевод |
| ---------- | ------------------------------------------------------------------------------------ | --- | --- |
| 18:03:58   | КВС (внешняя связь)                                                                  | Tower Delta one ninety one heavy, out here in the rain, feels good.                                                                          | Вышка, Дельта один девять один тяжёлый, мы здесь под дождём, чувствуем себя хорошо.                                                                 |
| 18:04:01   | ДИ                                                                                   | Delta one ninety one heavy regional tower one seven left cleared to land, wind zero nine zero at five gusts to one five.                     | Дельта один девяносто один тяжелый, региональная башня, один семь левая посадка разрешена, ветер ноль девять ноль, пять узлов, порывы до один пять. |
| 18:04:06   | КВС (внешняя связь)                                                                  | Thank you sir. | Спасибо, сэр. |
| 18:04:07   | 2П                                                                                   | Before landing check. | Предпосадочная проверка. |
| 18:04:08   | БИ                                                                                   | Landing gear. | Шасси. |
| 18:04:10   | КВС                                                                                  | Down, three green. | Выпущены, три зелёных. |
| 18:04:10   | ДИ                                                                                   | American three fifty one, if you can make that next high speed there, pull up behind Delta and hold short of one seven right this frequency. | Американ три пятьдесят один, если вы сможете ускориться, подтянитесь за Дельтой и займите предварительный один семь правой на этой частоте.         |
| 18:04:11   | БИ                                                                                   | Fourteen green. | Четырнадцать зелёных. |
| 18:04:12   | КВС                                                                                  | Thirty three, thirty three, green light. | Тридцать три, тридцать три, зелёный свет. |
| 18:04:15   | БИ                                                                                   | Fourteen green. | Четырнадцать зелёных. |
| 18:04:15   | AA351                                                                                | Three fifty one. | Три пятьдесят один. |
| 18:04:18   | 2П                                                                                   | Lightning coming out of that one. | Молния вышла из этой. |
| 18:04:19   | КВС                                                                                  | What? | Что? |
| 18:04:21   | 2П                                                                                   | Lightning coming out of that one. | Молния вышла из этой. |
| 18:04:22   | КВС                                                                                  | Where? | Где? |
| 18:04:23   | 2П                                                                                   | Right ahead of us. | Прямо перед нами. |
| 18:04:29   | Звук открытого микрофона                                                             | Звук открытого микрофона | Звук открытого микрофона |
| 18:04:30   | БИ                                                                                   | You get good legs don’t ya. | У тебя хорошие ноги, не так ли. |
| 18:04:30   | ДИ                                                                                   | Delta ten sixty one cross one seven right without delay, ground point six five after you cross.                                              | Дельта десять шестьдесят один, пересекайте один семь правую без остановки, займите точку шесть пять после пересечения.                              |
| 18:04:36   | DL1061                                                                               | Crossing seventeen right Delta ten sixty one.                                                                                                | Пересекаю семнадцать правую, Дельта десять шестьдесят один.                                                                                         |
| 18:04:38   | ДИ                                                                                   | Three fifty one cross one seven right ground point six five after you cross.                                                                 | Три пятьдесят один, пересекайте один семь правую, займите точку шесть пять после пересечения.                                                       |
| 18:04:39   | 2П                                                                                   | (нрзб) | (нрзб) |
| 18:04:41   | КВС                                                                                  | I don’t have a DME on mine. | У меня нет DME на моём. |
| 18:04:43   | 2П                                                                                   | I don’t know, you haven’t had it for the last five minutes.                                                                                  | Не знаю, у тебя его не было последние пять минут.                                                                                                   |
| 18:04:45   | ДИ                                                                                   | Delta nine sixty three and American six nineteen cross one seven right ground point six five after you cross.                                | Дельта девять шестьдесят три и Американ шесть девятнадцать пересекайте один семь правую, займите точку шесть пять после пересечения.                |
| 18:04:51   | AA619                                                                                | American six nineteen. | Американ шесть девятнадцать. |
| 18:04:52   | DL963                                                                                | Nine six three roger. | Девять шесть три, понял. |
| 18:04:54   | ДИ                                                                                   | Three fifty one did you copy to cross? | Три пятьдесят один, вы приняли указание пересечь?                                                                                                   |
| 18:04:55   | AA351                                                                                | Yes sir we’re on the way American three fifty one.                                                                                           | Да, сэр, мы выполняем, Американ три пятьдесят один.                                                                                                 |
| 18:04:57   | ДИ                                                                                   | Thank you. | Спасибо. |
| 18:05:04   | Э                                                                                    | Wash that off a little bit. | Смойте это немного. |
| 18:05:05   | КВС                                                                                  | A thousand feet. | Тысяча футов. |
| 18:05:08   | КВС                                                                                  | Seven sixty two in the baro. | Семь шестьдесят два на барометре. |
| 18:05:12   | КВС                                                                                  | I’ll call 'em out for you. | Я вызову их для тебя. |
| 18:05:13   | 2П                                                                                   | Aw right. | Ах, хорошо. |
| 18:05:14   | AA178                                                                                | You want American one seventy eight to turn the corner?                                                                                      | Вы хотите, чтобы Американ один семьдесят восемь свернул за угол?                                                                                    |
| 18:05:16   | ДИ                                                                                   | Yes sir, everybody around the corner when you’re number one.                                                                                 | Да, сэр, все за углом, когда вы первый в очереди.                                                                                                   |
| 18:05:19   | КВС                                                                                  | Watch your speed. | Следи за скоростью. |
| 18:05:20   | Появляется шум дождя (звучит до конца записи)                                        | Появляется шум дождя (звучит до конца записи)                                                                                                | Появляется шум дождя (звучит до конца записи) |
| 18:05:20   | ДИ                                                                                   | American one fifty six contact departure, good day.                                                                                          | Американ один пятьдесят шесть, работайте с подходом, доброго дня.                                                                                   |
| 18:05:21   | БИ                                                                                   | … idle. | (нрзб) вхолостую. |
| 18:05:21   | КВС                                                                                  | You’re gonna lose it all of a sudden, there it is.                                                                                           | Ты потеряешь всё это внезапно, вот и оно. |
| 18:05:22   | AA156                                                                                | American one fifty six, so long. | Американ один пятьдесят шесть, до свидания. |
| 18:05:26   | КВС                                                                                  | Push it up, push it way up. | Подними выше, хорошо выше. |
| 18:05:27   | КВС                                                                                  | Way up! | Выше! |
| 18:05:28   | БИ                                                                                   | Way up! | Выше! |
| 18:05:29   | КВС                                                                                  | Way up! | Выше! |
| 18:05:29   | Возрастающий шум двигателей                                                          | Возрастающий шум двигателей | Возрастающий шум двигателей |
| 18:05:30   | КВС                                                                                  | That’s it. | Вот так. |
| 18:05:35   | Звук нажатия микрофона                                                               | Звук нажатия микрофона | Звук нажатия микрофона |
| 18:05:36   | ДИ                                                                                   | American six twenty two cleared for takeoff.                                                                                                 | Американ шесть двадцать два взлёт разрешаю. |
| 18:05:36   | КВС                                                                                  | Hang on to the son of a bitch! | Держись за этого сукина сына! |
| 18:05:38   | AA622                                                                                | Cleared for takeoff, American six twenty two.                                                                                                | Взлёт разрешён, Американ шесть двадцать два. |
| 18:05:39   | 2П                                                                                   | (What’s vee ref?) | (Какая посадочная скорость?) |
| 18:05:40   | ДИ                                                                                   | Five eight six into position one seven right.                                                                                                | Пять восемь шесть на позицию один семь правая. |
| 18:05:44   | Раздаётся механическое сообщение GPWS «WHOOP! WHOOP! PULL UP!»                       | Раздаётся механическое сообщение GPWS «WHOOP! WHOOP! PULL UP!»                                                                               | Раздаётся механическое сообщение GPWS «WHOOP! WHOOP! PULL UP!»                                                                                      |
| 18:05:44   | AA586                                                                                | Into position and hold five eighty six. | Занять позицию и удерживать, пять восемьдесят шесть.                                                                                                |
| 18:05:44   | (нрзб)                                                                               | (нрзб) | (нрзб) |
| 18:05:45   | КВС                                                                                  | TOGA. | Уходим на второй круг. |
| 18:05:46   | Раздаётся механическое сообщение GPWS «WHOOP! WHOOP! PULL UP!»                       | Раздаётся механическое сообщение GPWS «WHOOP! WHOOP! PULL UP!»                                                                               | Раздаётся механическое сообщение GPWS «WHOOP! WHOOP! PULL UP!»                                                                                      |
| 18:05:46   | Э                                                                                    | Holy shit! | Чёрт побери! |
| 18:05:46   | Раздаётся механическое сообщение GPWS «WHOOP! WHOOP! PULL UP!»                       | Раздаётся механическое сообщение GPWS «WHOOP! WHOOP! PULL UP!»                                                                               | Раздаётся механическое сообщение GPWS «WHOOP! WHOOP! PULL UP!»                                                                                      |
| 18:05:47   | Э                                                                                    | Push it way up! | Поднимайте его вверх! |
| 18:05:48   | Раздаётся механическое сообщение GPWS «WHOOP! WHOOP! PULL UP!»                       | Раздаётся механическое сообщение GPWS «WHOOP! WHOOP! PULL UP!»                                                                               | Раздаётся механическое сообщение GPWS «WHOOP! WHOOP! PULL UP!»                                                                                      |
| 18:05:49   | Раздаётся механическое сообщение GPWS «WHOOP! WHOOP! PULL UP!»                       | Раздаётся механическое сообщение GPWS «WHOOP! WHOOP! PULL UP!»                                                                               | Раздаётся механическое сообщение GPWS «WHOOP! WHOOP! PULL UP!»                                                                                      |
| 18:05:52   | Звук первого удара, фон — звук механического сообщения GPWS «WHOOP! WHOOP! PULL UP!» | Звук первого удара, фон — звук механического сообщения GPWS «WHOOP! WHOOP! PULL UP!»                                                         | Звук первого удара, фон — звук механического сообщения GPWS «WHOOP! WHOOP! PULL UP!»                                                                |
| 18:05:53   | N15JF                                                                                | Juliet fox roger. | Джульетта Фокс, понял. |
| 18:05:53.5 | Э                                                                                    | Shit! | Чёрт! |
| 18:05:55.5 | Э                                                                                    | Oh shit! | Ох, чёрт! |
| 18:05:55.5 | Звук второго удара                                                                   | Звук второго удара | Звук второго удара |
| 18:05:56   | ДИ                                                                                   | Delta go around. | Дельта, уходите на второй круг. |
| 18:05:58   | Конец записи                                                                         | Конец записи | Конец записи |

## Расследование
Расследование причин катастрофы рейса DL191 проводил Национальный совет по безопасности на транспорте (NTSB).
Окончательный отчёт расследования был опубликован 15 августа 1986 года.

Национальный совет по безопасности на транспорте определяет, что вероятными причинами аварии было решение лётного экипажа начать и продолжить заход в кучево-дождевом облаке, которое, по их наблюдениям, содержит видимую молнию; отсутствие конкретных руководств, процедур и подготовки для избежания и избежания сдвига ветра на малых высотах; и отсутствие точной информации об опасности сдвига ветра в режиме реального времени. Это привело к столкновению самолёта на малой высоте с сильным сдвигом ветра, вызванным микропорывом от быстро развивающейся грозы, расположенной на последнем заходе на посадку.
Оригинальный текст (англ.)The National Transportation Safety Board determines, that the probable causes of the accident were the flightcrew’s decision to initiate and continue the approach into a cumulonimbus cloud which they observed to contain visible lightning; the lack of specific guidelines, procedures, and training for avoiding and escaping from low-altitude windshear; and the lack of definitive, real-time windshear hazard information. This resulted in the aircraft’s encounter at low altitude with a microburst-induced, severe windshear from a rapidly developing thunderstorm located on the final approach course.

Сопутствующим фактором стало то, что экипаж рейса 191 не был проинформирован авиадиспетчером о нисходящем ветре. Также в качестве сопутствующих факторов указывались отсутствие процедур и подготовки по предотвращению сдвига ветра на малых высотах, а также отсутствие информации о погоде в отношении существующей угрозы.

## Последствия катастрофы
Катастрофа рейса 191 получила широкий резонанс и способствовала коренному изменению в работе метеорологических служб всех аэропортов мира.

## Культурные аспекты
- Катастрофа рейса 191 Delta Air Lines показана в 5 сезоне канадского документального телесериала Расследования авиакатастроф в серии Невидимый убийца (оригинальное название — Почему самолёт рухнул на землю?).
- Также она показана в американском документальном телесериале от «MSNBC» Почему разбиваются самолёты[англ.] (англ. Why Planes Crash) в серии Жестокая погода (англ. Severe Weather).
- Писатель Майкл Коннелли, на тот момент проработавший 5 лет в газетах Дейтона-Бич и Форт-Лодердейла, написал статью о выживших в катастрофе рейса 191, которая получила Пулитцеровскую премию. После этого Майкла Коннелли пригласили работать в «Los Angeles Times».

## Аналогичные авиакатастрофы
- Катастрофа Ту-154 в Алма-Ате
- Катастрофа Boeing 727 в Кеннере
- Катастрофа Boeing 727 в Нью-Йорке
- Катастрофа DC-10 в Фару
- Катастрофа DC-9 в Шарлотте

### Комментарии
1. ↑  Здесь и далее указано Североамериканское восточное время — EDT